# 온 노 카웃스웨

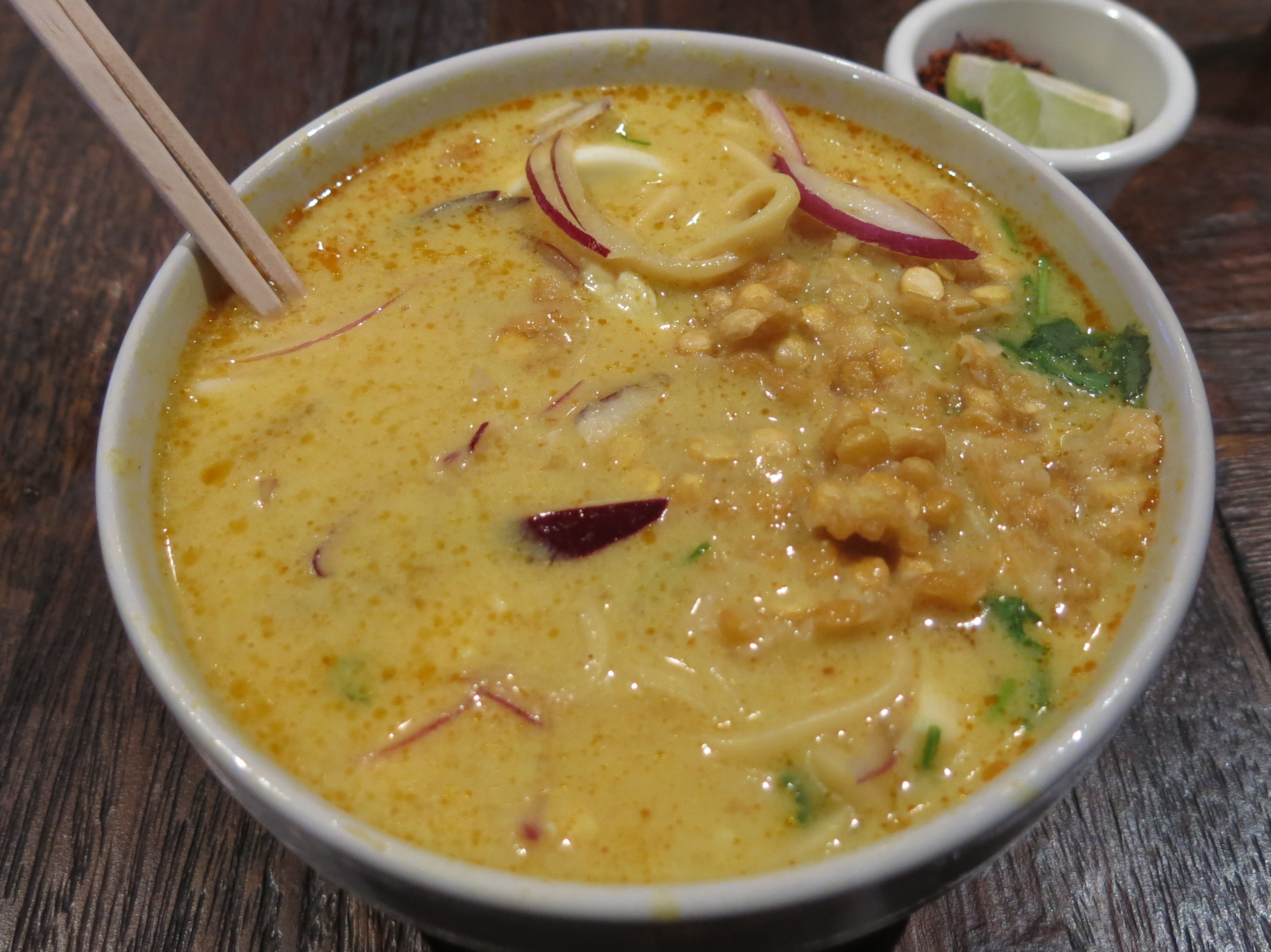
온 노 카웃스웨

온 노 카웃스웨(버마어: အုန်းနို့ခေါက်ဆွဲ)는 미얀마의 국수 요리이다. 밀국수를 코코넛밀크와 병아리콩이 들어간 걸쭉한 닭고기 커리 국물에 말아 내는 국물 국수 요리이며, 적양파, 삶은달걀, 라임, 마늘 또는 샬롯 튀김, 고수, 고추기름 등을 곁들여 낸다. 태국식 카오 소이와 비슷하다. 인도와 파키스탄에 전해져 변형된 것은 카우사라 불린다.

## 이름
버마어 "온 노 카웃스웨(အုန်းနို့ခေါက်ဆွဲ)"는 "코코넛밀크 국수"라는 뜻이다. "온 노(အုန်းနို့)"가 "코코넛밀크"라는 뜻이며, "온(အုန်း)"이 "코코넛"을, "노(နို့)"가 "젖(밀크)"을 뜻한다. "카웃스웨(အုန်းနို့ခေါက်ဆွဲ)"는 "국수"를 뜻한다.

## 같이 보기
- 카오 소이
- 카우 뿐
- 카우사